# Ala III Asturum civium romanorum
El Ala III Asturum civium romanorum fue una unidad auxiliar del ejército imperial romano del tipo ala quinquagenaria.
Es posible que sea sólo otra forma de referirse a la cohors III Asturum civium romanorum.
Una inscripción la sitúa en el año 109 con cuartel en Thamusida, la actual Sidi Ali ben Ahmed en Marruecos.